# Día de Santo Tomás

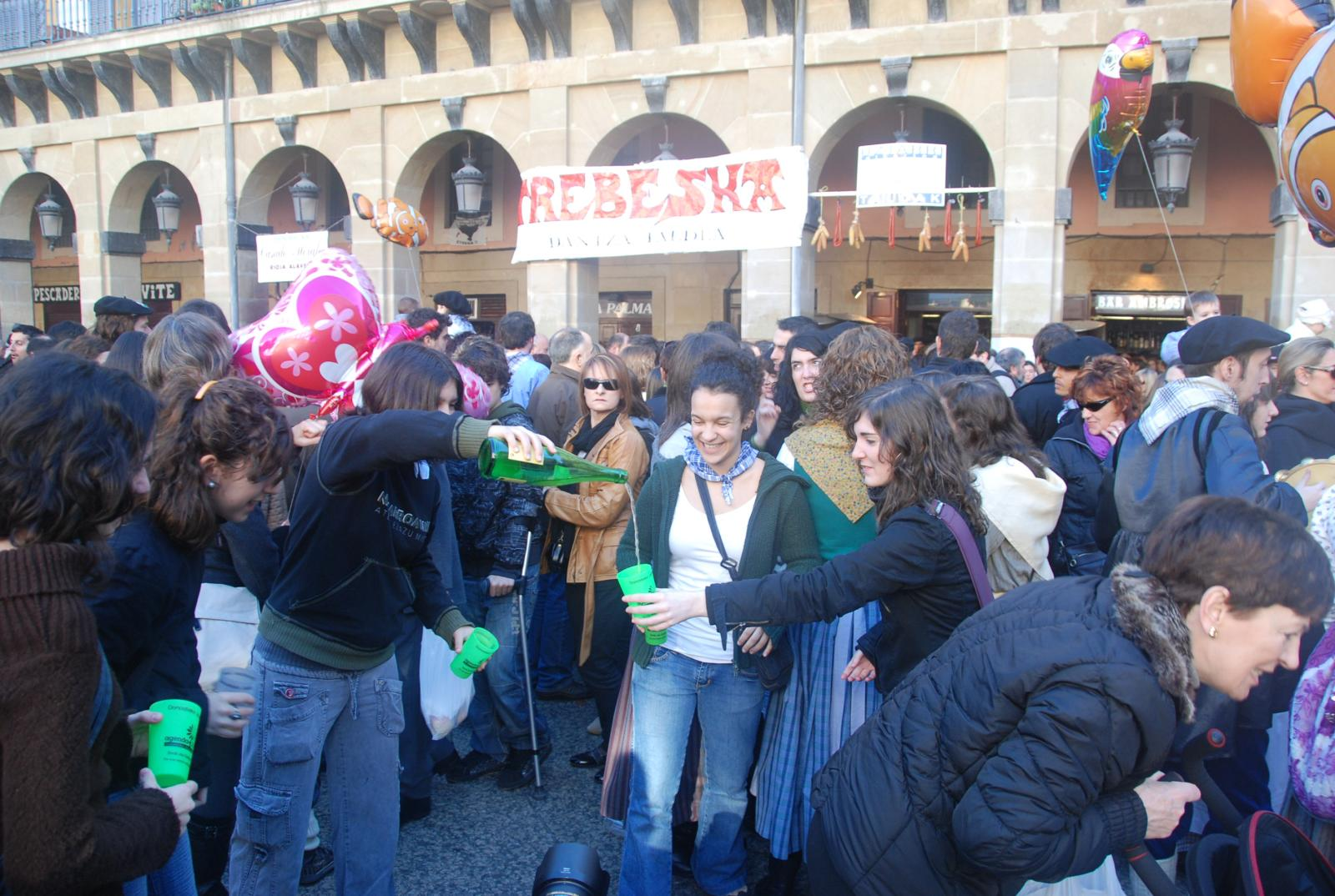
Santo Tomás en San Sebastián en 2012

El día de Santo Tomás (21 de diciembre) es una de las fiestas importantes del calendario de varias ciudades del País Vasco, como San Sebastián (Guipúzcoa), Bilbao (Vizcaya), Lequeitio (Vizcaya), Mondragón (Guipúzcoa), Azpeitia (Guipúzcoa) o Irún (Guipúzcoa). El origen de la fiesta se ubica probablemente en la celebración de un mercado popular que coincidía con el día de pago de rentas y no tenía, pese a su nombre, carácter religioso.

## La Feria de Santo Tomás enSan Sebastián
La fiesta data de mediados del siglo XIX, cuando la mayor parte de los terrenos eran cultivados por arrendatarios que transmitían de generación en generación su situación jurídica. El pago de las rentas del terreno solía hacerse en San Martín, aunque solía retrasarse hasta Santo Tomás. Durante este día Donostia / San Sebastián se transforma en un mercado rural en el que la protagonista indiscutible es la txistorra. La Feria de Santo Tomás sigue siendo una parte importante de la cultura de San Sebastián, atrayendo a miles de personas que vienen a disfrutar de la gastronomía y los productos artesanales locales.

## La fiesta enBilbao(Vizcaya)
La Feria de Santo Tomás también se celebra en Bilbao, aunque no es originaria de allí. Esta feria se ha convertido en una tradición importante en la ciudad desde 1977. Al igual que en San Sebastián, la feria en Bilbao se lleva a cabo el 21 de diciembre y marca el inicio de la Navidad. El Mercado de Santo Tomás se celebra en Bilbao (Vizcaya) en la paseo del Arenal y alrededores. En la edición de 2010, se congregaron alrededor de 125.000 personas.Es uno de los eventos más multitudinarios del año en la villa, superando incluso a la propia Semana Grande, siendo habitualmente el día con más tráfico de pasajeros del año en el metro de Bilbao, que superó los 400.000 pasajeros en la edición de 2018.

## La fiesta enMondragón(Guipúzcoa)

### Historia
La Feria de Santo Tomás o Santamas es la decana de las fiestas dedicadas a ese santo en el País Vasco.[cita requerida] Hay constancia escrita de celebrarse desde el año 1351, gracias al privilegio otorgado por el rey Pedro I.[cita requerida] La fiesta tiene una duración de tres días: comienza el día 21 y concluye el día 24, aunque el día grande de la Feria es el 22 de diciembre.[cita requerida]

### Presentación del cerdo
El día 21 de diciembre se caracteriza por ser el día de inicio de la feria y presentación del cerdo que será sorteado el día 22. Ese día la fiesta comienza con el lanzamiento de cohetes desde el consistorio. A continuación da inicio el concurso de escaparates que premia a los comercios que mejor representan en ellos el espíritu navideño. Otro de los protagonistas del día es la Comparsa de Gigantes y Cabezudos de Mondragón que sale por las tardes poco antes de la presentación del cerdo en la Plaza del Pueblo, dónde, al caer la noche, sale el toro de fuego.[cita requerida]

### El día grande
El día grande de la feria mondragonesa es el 22 de diciembre. La mañana comienza temprano con el disparo de cohetes y la diana de los txistularis. Poco después en los diferentes lugares se van instalando la Feria de Ganado (Plaza Laubide), la Exposición de Aves (Avenida de Viteri), la Exposición y Concurso de Frutas y Verduras (Plaza Serber Altube) y Exposición y Exhibición de Trabajos Artesanales (Plaza Jokin Zaitegi).
Por otro lado, la gastronomía popular también tiene su sitio y en la Plaza del Pueblo suele haber degustación de sidra de productores locales como es el caso de los productores del vecino municipio alavés de Aramayona, los talos y las chistorras.
Los Santamasak de Mondragón también suelen ser un bonito lugar para disfrutar de los deportes rurales vascos, ya que suelen acudir aizkolaris, harrijasotzailes o pelotaris de renombre.[cita requerida]
Los bailes y folclore vascos también tienen una importante representación. Por las calles de Mondragón pasean todos los años los joaldun de Ituren quienes, con sus cencerros y rabos de caballo, espantan a los malos espíritus. También destacan los bailes populares, como el "Baile del Cerdo" (Txerri Dantza) y el Baile de la Era de Estella (Navarra). Muchos de los habitantes y visitantes que acuden ese día a Mondragón pueden degustar, además, de una comida popular, para ir bien comidos al sorteo popular del cerdo.

### Visita de Txoronpio y Txoronpia
Las fiestas de Santo Tomás de Mondragón continúan el día 23 con conciertos en Amaia Antzokia y concluyen en día 24 con la visita de Txoronpio y Txoronpia quienes, desde los años 80 del siglo XX, recorren todo el pueblo para recoger las cartas que los niños han escrito a Olentzero.[cita requerida] Anteriormente la función de correo la realizaba Bizarzuri, que era el encargado de recoger las cartas de los Reyes Magos. 
Al anochecer del día 24, Olentzero visita Mondragón acompañado de baserritarras y es despedido en la Herriko Plaza con la Mutil dantza y la Herri dantza. Desde el año 1930 hay constancia de la presencia de ese personaje en las tradiciones navideñas de Mondragón.

### Canto detxerri dantza
La txerri dantza de Mondragón va acompañada por el siguiente texto:[cita requerida]
Gizendu jaku txarrixa
saltoka dabil herrixa
aintxinako iturrixa
umore barri-barrixa.

Talua arto uruna
eta baserriko lanak
erakusten bagabiltz baña
lekutan daz horreik danak.

Sasoi bateko ohitturak
etortzen jaku gogorua
tertulian egoteko
bazan nahikua denpora.

Orduko erromerixan
dantza suelto eta ardau
haxe zan jaixa sanua
oin barriz dana libre dau.

### Vestimenta
La vestimenta que se lleva durante el día es la de baserritarra la cual consiste en 
- Hombres: txapela, pañuelo a cuadros blancos y azules, pantalones típicos vascos, "alkandora", calcetines de lana blancos y "albarcas".
- Mujeres: vestido, pañuelo a cuadros blancos y azules, medias negras, calcetines blancos largos de lana y albarcas.

### Día de feria
Con el tiempo, la costumbre evolucionó hasta transformarse en tradición. Y hoy es ya una feria del campo en la que hay tanto de exhibición, como venta y concurso de productos. Es tradicional también, la rifa de un gran cerdo vivo, que se exhibe durante todo el día en el recinto de la feria. Además de la feria del campo "santomasina", sorprende la costumbre de los bocadillos de chistorra (una especie de bocadillo de chorizo).

### Talo y chistorra
El 21 de diciembre proliferan en la Parte Vieja de San Sebastián los puestecitos callejeros en los que se venden estos bocadillos. Suelen estar atendidos por organizaciones o grupos de escolares.
La chistorra es un tipo de chorizo fresco, delgado y sin curar, elaborado probablemente en su origen con los restos más feos de una matanza que, en Guipúzcoa, quizá por razones climáticas o económicas, se realiza poco antes de la llegada del invierno.
En los últimos años de la dictadura comenzó a arraigar la costumbre de comer la txistorra con talo en vez de con pan blanco. El talo es una especie de torta de harina de maíz y agua, sin levadura, cocida a la plancha, que se utiliza en vez del pan para acompañar la chistorra.